# Renatinho (futebolista, 1991)
Renato Gonçalves de Lima, mais conhecido como Renatinho, (Serra Talhada, 14 de setembro de 1991), é um ex-futebolista brasileiro que atuava na posição de meio-campo e lateral-esquerdo. Atualmente é executivo de futebol do CSE. 

## Carreira
Jogador da base do Santa Cruz, Renatinho foi promovido ao profissional em 2011, após fazer uma excelente Copa Pernambuco pela equipe coral, onde o tricolor saiu campeão da competição. Na sua primeira partida como profissional já marcou um gol, contra o Vitória de Santo Antão, marcando o último gol coral na vitória por 3 x 0, ao longo da competição atuou como lateral-esquerdo, e além de ser campeão do pernambucano com o tricolor do Arruda, e eleito o melhor lateral-esquerdo da competição. Na Série D participou da grande campanha do Santa Cruz na competição, conquistando o acesso à Série C e o vice-campeonato. Em 2012 repetiu a dose no Pernambucano e foi bicampeão da competição, além de ser novamente premiado como melhor lateral-esquerdo do campeonato. Em 2013, foi tri-campeão com o tricolor, e conquistou o acesso à Série B do Brasileiro  e o título da Série C. Na partida contra o Brasiliense completou 100 jogos com a camisa do tricolor, numa partida válida pela Série C. Em 2015, conquistou mais um campeonato pernambucano com o Santa Cruz, vencendo o Salgueiro por 1x0 no Mundão do Arruda. Participou do elenco que levou o tricolor de volta a elite do futebol brasileiro, depois de anos nas séries inferiores. Após o fim da Série A anuncia sua saída do clube, após 6 anos, com 7 títulos oficiais, 3 acessos, 1 rebaixamento e quase 200 partidas pelo clube.
Em março, o meia foi anunciado como reforço do Fortaleza.

## Títulos
Santa Cruz
- Campeonato Pernambucano: 2011, 2012, 2013, 2015 e 2016
- Campeonato Brasileiro - Série C: 2013
- Taça Chico Science: 2016
- Copa do Nordeste: 2016

Qadsia SC
- Kuwait Crown Prince Cup: 2017-18

### Prêmios individuais
- Melhor Lateral-esquerdo do Campeonato Pernambucano: 2011, 2012